# Chris Debien
Œuvres principales
- Les Chroniques de Khëradön

Chris Debien (Christophe Debien, né le 22 octobre 1968 à Marseille), est un auteur français de fantasy. Parallèlement à son activité d'écriture, il poursuit une carrière médicale en tant que responsable du service d'urgences psychiatriques de Lille. Ses publications comprennent des novélisations, des romans policiers et des romans de fantasy.

## Biographie
Chris Debien commence par écrire des scénarios, des aides de jeux puis une rubrique régulière au sein de la revue de jeu de rôle Casus Belli en collaboration avec son ami Patrick Bauwen. C'est là qu'il fait la rencontre de nombreux acteurs importants du milieu du jeu de rôle français (Didier Guiserix, Pierre Rosenthal, Thierry Ségur, Tristan Lhomme, Fabrice Colin, etc.). Cette expérience se prolonge pendant près de dix ans jusqu'à l'arrêt de la parution du magazine. Quelques années plus tard, Chris Debien et Patrick Bauwen sont engagés par les éditions Hachette Livre pour rédiger la novélisation de la bande-dessinée Lanfeust de Troy.
Devant le succès de la série développée pour la Bibliothèque verte, les éditions Hachette Livre décident de confier la novélisation du dessin d'animation Skyland (récompensé par le Prix du Salon du Fantastique et de la SF de Liévin, catégorie Jeunesse) à Chris Debien. Chris Debien publie ensuite un roman policier, L'Affaire du Boucher du Vieux-Lille, aux éditions Ravet-Anceau.
Deux ans plus tard, en 2008, Chris Debien entame une trilogie de fantasy, Les Chroniques de Khëradön. Le premier tome, L'Eveil du Roi aux éditions Hachette Livre, trouve un public nombreux ainsi que des critiques favorables. Le deuxième tome, Les Insoumis, paraît en mai 2009 et bénéficie encore de critiques positives. Le troisième et dernier tome devait sortir fin 2009, mais l'auteur change d'éditeur et passe aux éditions J'ai lu entre-temps pour développer une saga plus adulte. Les trois tomes sortent respectivement en février 2010, décembre 2010 et juillet 2011.

### Novélisations
Ces novélisations ont été réalisées par Chris Debien et Patrick Bauwen.
| Tome | Titre                               | Adaptation de     | Pages | Parution et numéro chez Hachette Livre, Paris. Collection Bibliothèque verte | ISBN                 |
| ---- | ----------------------------------- | ----------------- | ----- | ---------------------------------------------------------------------------- | -------------------- |
| 1    | L'Ivoire du Magohamoth              | Arleston, Tarquin | 252   | 2003, 781                                                                    | (ISBN 2-01-200864-X) |
| 2    | Thanos l'incongru                   | Arleston, Tarquin | 252   | 2003, 782                                                                    | (ISBN 2-01-200865-8) |
| 3    | Castel Or-Azur                      | Arleston, Tarquin | 190   | 2004, 783                                                                    | (ISBN 2-01-200897-6) |
| 4    | Le Paladin d'Eckmühl                | Arleston, Tarquin | 174   | 2004, 784                                                                    | (ISBN 2-01-200944-1) |
| 5    | Le Frisson de l'haruspice           | Arleston, Tarquin | 188   | 2005, 785                                                                    | (ISBN 2-01-201038-5) |
| 6    | Cixi impératrice                    | Arleston, Tarquin | 186   | 2005, 786                                                                    | (ISBN 2-01-201103-9) |
| 7    | Les Pétaures se cachent pour mourir | Arleston, Tarquin | 190   | 2006, 787                                                                    | (ISBN 2-01-201162-4) |
| 8    | La Bête fabuleuse                   | Arleston, Tarquin | 189   | 2006, 788                                                                    | (ISBN 2-01-201174-8) |

- Skyland T1 : L'Archipel des tempêtes, Chris Debien, 428 pages, Hachette Livre, 7 novembre 2007  (ISBN 978-2012014305).

### Romans
- L'affaire du boucher du Vieux-Lille Ravet-Anceau (1er octobre 2006)  (ISBN 978-2914657174)

#### Les Chroniques de Khëradön/Le Cycle de Lahm
Les Chroniques de Khëradön sont une trilogie de fantasy.
| Tome 1 | L'Éveil du roi | 2 novembre 2008 | 384       | (ISBN 978-2012013278) |           |           |
| Tome 2 | Les Insoumis   | 13 mai 2009     | 383       | (ISBN 978-2012018112) |           |           |
| Tome 3 | non paru.      | non paru.       | non paru. | non paru.             | non paru. | non paru. |

Le Cycle de Lahm est une version plus adulte des Chroniques de Khëradön.
| Tome   | Titre               | Parution chez Hachette Livre | Pages | ISBN                  |
| ------ | ------------------- | ---------------------------- | ----- | --------------------- |
| Tome 1 | L'Éveil du roi      | 10 mars 2010                 | 315   | (ISBN 978-2290022917) |
| Tome 2 | Les Insoumis        | 27 novembre 2010             | 313   | (ISBN 978-2290024058) |
| Tome 3 | Les Légions d'Infër | 6 juillet 2011               |       | (ISBN 978-2290024768) |

#### Black Rain
Black Rain est une série de thrillers d'anticipation.
| Tome   | Titre       | Parution chez Hachette Livre | Pages | ISBN                     | Prix     |
| ------ | ----------- | ---------------------------- | ----- | ------------------------ | -------- |
| Tome 1 | S01 //E 1-2 | 4 janvier 2012               | 318   | (ISBN 978-2-0812-6162-4) | 15 euros |
| Tome 2 | S01 //E 3-4 | 5 septembre 2012             | 322   | (ISBN 978-2-0812-7193-7) | 15 euros |